# Saint-Malo (ferry)
Pour les articles homonymes, voir Saint-Malo (homonymie).
Le Saint-Malo  est un ferry de la compagnie bretonne Brittany Ferries. Construit entre 2022 et 2024 par les chantiers CMJL de Weihai, en Chine, il est le onzième navire de la classe E-Flexer, série de car-ferries similaires commandés par la compagnie suédoise Stena Line. Destiné au marché de la location, il est affrété avant même le début de sa construction par Brittany Ferries. Il navigue depuis le mois de février 2025 entre Saint-Malo et Portsmouth.

## Historique

### Origines et construction
Depuis le début des années 2020, la compagnie bretonne Brittany Ferries entreprend le renouvellement de sa flotte vieillissante en affrétant coque-nue des unités neuves de la classe E-Flexer. Conçue par l'armateur suédois Stena Roro et le cabinet d'architecture navale finlandais Deltamarin et intégralement construite par les chantiers CMJL de Weihai en Chine, cette série est composée de navires présentant des caractéristiques similaires et dont la plupart sont destinés à l'affrètement, étant ainsi exploités par plusieurs armateurs à travers le monde et en particulier en Europe du Nord. Après avoir passé commande de trois E-Flexer destinés aux liaisons reliant la France, le Royaume-Uni, l'Irlande et l'Espagne, Brittany Ferries envisage alors l'affrètement de deux navires supplémentaires issus de cette classe afin de remplacer ses plus anciens navires sur les lignes transmanches. Ainsi, le 22 juillet 2021 Stena Roro et Brittany Ferries annoncent la commande du onzième et du douzième E-Flexer, prévus respectivement pour remplacer le Bretagne entre Saint-Malo et Portsmouth et le Normandie sur la ligne Caen - Portsmouth.
Reprenant la plupart des caractéristiques techniques et arborant une apparence similaires à celles des autres navires de la série, le onzième E-Flexer va toutefois afficher des différences notables par rapport à ses pairs, à commencer par sa longueur qui est arrêtée à 194 mètres, là où les autres navires dépassent largement les 200 mètres. La plus grosse différence va être l'aménagement de cabines sur l'entièreté du pont 6, raccourcissant de fait le garage supérieur sur sa hauteur, ce qui aura pour principale conséquence d'abaisser drastiquement la capacité d'emport du fret roulant à seulement 63 unités,. L'augmentation du nombre de cabines confère alors au futur navire une capacité en couchettes similaire à celle du Bretagne. À l'instar du Salamanca et du Santoña, ses moteurs sont conçus pour être partiellement alimentés au gaz naturel liquéfié (GNL).
Le 2 septembre 2022, la construction du onzième navire de la classe E-Flexer commence à Weihai avec la découpe de la première tôle. Quelques mois plus tôt, le 1er juin, son nom avait été dévoilé, le navire sera baptisé Saint-Malo en hommage à la ville bretonne du même nom au départ de laquelle il desservira le Royaume-Uni. Le navire est ensuite mis à l'eau le 7 octobre 2023 puis réalise ses essais en mer au mois de septembre 2024 à l'issue des travaux de finition. Livré le 18 octobre 2024 à Stena Roro, il est immédiatement frété coque nue à Brittany Ferries.

### Service
Le 21 octobre 2024, le Saint-Malo quitte la Chine et commence son convoyage jusqu'en Europe. En cours de route, il effectue plusieurs escales, notamment à Singapour, au Sri Lanka, à Maurice, en Namibie, au Cap Vert et aux îles Canaries, afin d'avitailler. En raison vraisemblablement du contexte de recrudescence des attaques par les terroristes Houthis de navires marchands en mer Rouge, le ferry n'emprunte pas le canal de Suez et contourne l'Afrique. Après environ un mois et demi de navigation, le Saint-Malo achève son voyage en s'amarrant à Santander en Espagne. C'est ici que le navire est enregistré sous pavillon français le 5 décembre, après avoir arboré le pavillon de complaisance chypriote le temps du convoyage. Le Saint-Malo entre ensuite aux chantiers Astander le 9 décembre afin de subir de dernières interventions au niveau des aménagements intérieurs mais également réaliser des essais de soutage du GNL. 
Le navire, fin prêt, quitte l'Espagne le 10 janvier 2025 dans la soirée pour rejoindre Roscoff. Le lendemain, à l'aube, il arrive pour la première fois en France et vient s'amarrer au terminal de Brittany Ferries au port de Bloscon. Durant la journée, il est présenté au public et aux autorités locales à l'occasion de la cérémonie des vœux 2025 de la compagnie bretonne, menée par son président Jean Marc Roué. Plus de 220 personnes y assistent, notamment les principaux actionnaires et partenaires commerciaux de Brittany Ferries, ainsi que des élus locaux,. Les jours suivants, le Saint-Malo visite différents ports desservis par l'armateur pour y tester les infrastructures. Ainsi, le navire effectue dans ce cadre un passage à Saint-Malo le 12 janvier, à Portsmouth le 13, à Ouistreham et au Havre le 14 et à Cherbourg le 15. Quelques semaines plus tard, le 31 janvier, le baptême du Saint-Malo est célébré dans la ville qui lui a donné son nom en présence de la direction de Brittany Ferries et de responsables politiques, dont Philippe Tabarot, ministre chargé des Transports, et Agnès Pannier-Runacher, ministre de la Transition écologique et de la Mer,.
Après avoir rejoint Portsmouth dans la journée du 12 février, le Saint-Malo appareille le soir même pour sa première traversée commerciale à destination de la cité corsaire.

## Aménagements
Le Saint-Malo s'étend sur 11 ponts. Bien que le navire n'en compte en réalité que 10, l'un d'entre eux, inexistant au niveau du garage principal, est tout de même comptabilisé. Les locaux des passagers se situent sur la totalité des ponts 6, 7 et 8 ainsi que sur une partie des ponts 9 et 10 tandis que ceux de l'équipage occupent principalement le pont 9. Les ponts 2, 3, et 5 abritent quant à eux les garages.

### Locaux communs
Les parties communes du Saint-Malo se trouvent sur les ponts 7 et 8 majoritairement à l'avant du navire. Parmi ces installations se trouvent un bar-salon situé au milieu du pont 8, un restaurant situé au pont 7 avant, une cafétéria située au milieu du pont 8 et d'un salon premium à l'avant.

### Cabines
Le Saint-Malo dispose de 387 cabines privatives situées majoritairement sur le pont 6 ainsi qu'à l'arrière des ponts 7 et 8. Les cabines standard, intérieures ou possédant un hublot, sont équipées de deux à quatre couchettes et pourvues de sanitaires. 54 d'entre elles sont des cabines de luxe.

## Caractéristiques
Le Saint-Malo mesure 194,70 mètres de long pour 27,80 mètres de large. Son tirant d'eau est de 6,50 mètres et sa jauge brute est de 36 965 UMS. Le navire peut embarquer 1 290 passagers et possède un garage de 2 377 mètres linéaires de roll, soit une capacité de 63 remorques, pouvant également contenir 550 véhicules et accessible par une porte-rampe arrière et une porte rampe avant. Sa propulsion est assurée deux moteurs Dual Fuel Wärtsilä 12V46DF développant une puissance de 27 480 kW entraînant deux hélices à pas variable faisant filer le bâtiment à plus de 23 nœuds. Il est doté de trois propulseurs d’étrave et d'un stabilisateur anti-roulis à deux ailerons rétractables. Ses dispositifs de sécurité se composent de quatre embarcations de sauvetages fermées de grande taille, complétées par une embarcation semi-rigide ainsi que de nombreux radeaux de sauvetage.[réf. souhaitée]

## Lignes desservies
Depuis février 2025, le Saint-Malo navigue sur la liaison transmanche entre Saint-Malo et Portsmouth qu'il dessert principalement de nuit mais aussi de jour.